# Teddington
Teddington è un distretto a sud di Londra, in Inghilterra. Fa parte del distretto di Richmond upon Thames.

## Etimologia
Il nome 'Teddington' deriva dall'inglese antico e quindi dal sassone Todyngton o Tutington. Inoltre la derivazione del toponimo da 'Tide's End Town', sostenuta da Rudyard Kipling, è ad oggi considerata errata.